# From the Fires
From the Fires è un doppio EP del gruppo musicale statunitense Greta Van Fleet, pubblicato il 10 novembre 2017.

## Il disco
Il disco è composto da otto canzoni, quattro delle quali già presenti nel precedente EP Black Smoke Rising.

## Tracce
Testi e musiche di Joshua Michael Kiszka, Jacob Thomas Kiszka, Samuel Francis Kiszka e Daniel Robert Wagner, eccetto dove indicato.
1. Safari Song – 3:55
2. Edge of Darkness – 4:28
3. Flower Power – 5:13
4. A Change Is Gonna Come (Sam Cooke) – 3:17
5. Highway Tune – 3:01
6. Meet on the Ledge (Richard John Thompson) – 3:49
7. Talk on the Street – 4:08
8. Black Smoke Rising – 4:19

## Formazione
- Joshua Michael Kiszka – voce
- Jacob Thomas Kiszka – chitarra
- Samuel Francis Kiszka – basso
- Daniel Robert Wagner – percussioni